# Alicia Herrera Rivera
Alicia Herrera Rivera (Valparaíso, 12 de mayo de 1928-Santiago, 6 de abril de 2013) fue una abogada feminista, ministra de la Corte de Apelaciones de Santiago de Chile.  
Tras el golpe militar de Pinochet en 1973 sufrió la opresión dictatorial, fue víctima de un secuestro por agentes de la Dirección de Inteligencia Nacional (DINA) y finalmente fue obligada a exiliarse a Europa, viviendo en Rumanía, Alemania Oriental y finalmente en España.  
Pionera en la lucha por los derechos contra el maltrato y la discriminación de las mujeres, fundó en 1987 –junto a un grupo de letradas– la Asociación de Mujeres Juristas Themis, dedicada a promover la igualdad de género y hacer realidad el principio constitucional de protección jurídica de los derechos de las mujeres.
En el año 2000, en calidad de presidenta honoraria de Themis, fue premiada con la Cruz de Plata de la Orden Civil de la Solidaridad Social del Ministerio de Trabajo.

## Trayectoria
Alicia Herrera Rivera decía con orgullo y agradecimiento que su origen porteño había determinado profundamente su manera de ser y su propia historia. Se crio en el seno de una familia que denominaban "conversadora", disfrutando de la lectura, la música y los estudios. Tanto ella como sus tres hermanas y dos hermanos, se educaron en un ambiente de respeto, solidaridad y humanismo donde la libertad y la confianza concedidas por sus progenitores forjó su personalidad decidida e independiente.
Estudió Derecho en la Universidad de Santiago de Chile, donde se licenció en el año 1954. Un mes después contrajo matrimonio con el abogado y político socialista Alejandro Jiliberto Zepeda.  
Obtuvo su primer nombramiento como jueza del trabajo en La Serena. Según  cuenta en sus memorias, tuvo unos inicios muy difíciles ya que su designación no fue muy bien acogida por ser una mujer y además joven. Poco a poco fue ganándose a la gente, aprendiendo el ejercicio de su profesión y resolviendo con un enorme trabajo de documentación previo. Al cabo de los cinco años que estuvo en La Serena, dice Alicia Herrera que llegó a comprender por qué la judicatura no es elegida por el pueblo, llegando a la conclusión de que la intención  de  esta forma de proceder respondía a una voluntad de no interferir en el principio de igualdad ante la ley y en las resoluciones judiciales.
En 1960 se traslada a Valparaíso para trabajar en la Secretaría de la Corte del Trabajo de esta ciudad. Ante la poca actividad en su nuevo cargo, se dedicó a relatar las causas a los magistrados –a propuesta suya– con intención de no perder práctica como jueza. Todo eso le supuso una gran experiencia, ejerciendo también como jueza suplente durante las vacaciones estivales de los titulares.
Años después pidió traslado a la Corte del Trabajo de Santiago, donde emprendió una profunda reorganización. Agilizó la tramitación de expedientes, logró el buen funcionamiento y se hizo con el control de la Secretaría. Durante varios años protagonizó la lucha por la equiparación de salarios en la Escala de Sueldos del Poder Judicial, cuestión que finalmente se consiguió.
Como consecuencia de aquel ambiente, en 1967 se creó una Asociación de Magistrados para exigir un aumento de las remuneraciones y para recoger las pretensiones y críticas de la judicatura. Esta situación dio como resultado que la Junta General de jueces de todo Chile acordase en 1969, y por primera vez en la historia del país, ir a la huelga general del Poder judicial. Las movilizaciones fueron un éxito y la intervención de Alicia Herrera, junto con la mediación del Colegio de Abogados, hicieron que se consiguiese un arreglo satisfactorio para todas las partes.
Poco después, el presidente de la Corte, Ramiro Méndez, le propuso el cargo de Relatora de la Corte Suprema, lo que hubiese supuesto ser la primera mujer en ese alto tribunal. Sin embargo, Alicia Herrera rechazó la oferta porque no quería dejar de trabajar en lo que más le preocupaba en aquellos momentosː la estructura judicial y la justicia.
Tras el golpe de Estado de Pinochet, el 11 de septiembre de 1973, la Corte Suprema ordenó el traslado del funcionariado y quienes formaban parte de la Federación de Trabajadores judiciales fueron destinados a lugares muy alejados de Santiago, y en el caso de Alicia Herrera Rivera, a la Corte del Trabajo de Concepción. Su marido, el diputado socialista Alejandro Jiliberto, era objetivo de la policía y tenía que estar escondido. Según ella misma cuenta, en aquellos momentos se inició el derrumbe de todos los pilares que había construido a lo largo de su vida.
En diciembre de aquel año detuvieron a su marido, y gracias a la rápida actuación de Alicia, que presentó un recurso de apelación, logró salvarle la vida cuando ya lo iban a fusilar. Después de pasar por varios centros de detención fue llevado al campo de concentración de Isla Dawson. Unos meses después de esto, Alicia Herrera fue secuestrada por agentes de la Dirección de Inteligencia Nacional (DINA). La retuvieron durante unas horas en las que sufrió todo tipo de amenazas hacia ella y su familia. Después de liberarla continuó siendo perseguida y vigilada. Aunque denunció los hechos, finalmente se vio obligada a abandonar el país. Con ayuda del Comité de Migraciones de las Naciones Unidas (CIME) preparó su salida de Chile.

## Exilioː Rumanía y Alemania Oriental
Alicia Herrera llegó a Rumanía en abril de 1975 y vivió unos meses realmente duros, según relata ella misma en sus memorias. A pesar de ello, no tardó en ponerse en marcha para ayudar a la liberación de los presos socialistas en Chile y dar a conocer la situación que se vivía en su país en toda Europa.
Apeló a personalidades europeas, acudió al Vaticano, intervino en la Comisión de Naciones Unidas para investigar la situación de Chile, participó en reuniones internacionales en las que conoció a eminentes juristas como Neal Mac Dermont, Secretario General de la Comisión Internacional de Juristas; el profesor Cassamayor, exmagistrado; Louis Joinet, Presidente de la Junta de Magistrados de Francia; Salvatore Senésse, Presidente de la Asociación de Magistrados de Italia, entre otras personalidades. 
Dos meses antes de trasladarse a Alemania y gracias a las gestiones que realizó durante todo ese tiempo, su marido fue liberado, pudiéndose reunir con ella y su familia en Bucarest.
Viviendo en Alemania y a través del partido socialista empezó su trabajo por los derechos humanos. Ordenó toda la documentación sobre la represión en Chile e inició una actividad cuyo objetivo pretendía conseguir la defensa de las personas presas y perseguidas desde el extranjero. Se organizaron diversas reuniones con prestigiosas personalidades de la abogacía europea: Joaquín Ruíz-Giménez, Hans Göran Franck, Marie Thérèse Cuvillié, Sergio Insunza, Sergio Politoff y Waldo Fortin.
El 26 de marzo de 1976 se convocó una importante reunión en París a la que asistió Alicia Herrera. En ella explicó la estrategia de defensa y con base en qué disposiciones constitucionales y legales chilenas apoyarse. Se formó un Comité de Abogados Socialistas para la defensa de los presos y presas de Chile, destacando la participación de Alejandro Dumas, Robert Badinter, Collete Auger y Jean Paul Levy. La abogada francesa Collete Auger preparó la denuncia ante Naciones Unidas y los datos que aportó fueron especialmente importantes y mencionados en el Informe de la Comisión Ad hoc de ese año.
Tras conocer en París al secretario general del Partido Socialista Español, Felipe González, enseguida contó con su apoyo y viajó a España para constituir el grupo de abogados españoles con quienes trabajaría en su programa para la defensa chilena desde Europa. 
Gracias a todo el trabajo realizado con la colaboración de la abogacía francesa y española, se consiguieron reunir muchos antecedentes sobre la represión en Chile y Alicia Herrera pudo declarar como jurista ante las Naciones Unidas durante los años 1976 y 1977. 
Alicia Herrera realizó uno de los análisis más completos sobre la actuación de los Tribunales de Justicia durante la dictadura chilena y desarrolló su teoría sobre la llamada independencia del Poder Judicial.

## España
Cuando en el año 1977 se estableció en España y conoció de primera mano la situación de las mujeres maltratadas, Alicia Herrera dedicó todos sus esfuerzos para impulsar en este país los cambios legislativos que permitiesen a las mujeres salir del desamparo que padecían.

"El ensordecedor silencio de las mujeres que no se atrevían a gritar ante la justicia su cotidiana tragedia y el miedo que tienen las mujeres maltratadas a denunciar fue lo que me incitó a trabajar por ellas"
Alicia Herrera Rivera

Así fue como empezó su participación en los trabajos que coordinaba el Colectivo Jurídico Feminista. Junto con otras abogadas, promovió que la Constitución Española, entonces en tramitación parlamentaria, recogiese la igualdad de derechos de hombres y mujeres.
En 1977 formó parte en la creación de la Comisión para la Investigación de Malos Tratos a Mujeres, ONG que se constituyó en 1983 y de la que fue la primera presidenta. Compartió con el primer Defensor del Pueblo, Joaquín Ruiz-Giménez, su enorme experiencia sobre el desamparo que las mujeres sufrían frente a la ley española. Participó como experta ante el Senado, formando parte de la Comisión de relaciones con el Defensor del Pueblo y de los Derechos Humanos, encargada del estudio de la mujer maltratada.
Durante estos años hubo mucha actividad en toda Europa en relación con la defensa de las personas perseguidas por la dictadura chilena. Herrera asistió a congresos y reuniones donde participó y debatió sobre el atropello de los derechos humanos. Acudió al Grupo Ad hoc creado por Naciones Unidas para informarse sobre la situación chilena, denunciando la indefensión que sufrían las personas encarceladas ante la negativa de la judicatura por cumplir con su deber de hacer justicia.
En octubre de 1983 redactó una denuncia pública de malos tratos, dirigida al Presidente del Gobierno, al Vicepresidente, al Defensor del Pueblo, al Consejo General del Poder Judicial, al Senado, al Congreso de los Diputados y a la Opinión Pública. Obtuvo la firma de un grupo de letradas sensibilizadas con este problema y lo presentó en las mencionadas instituciones. Meses después, el 16 de febrero de 1984, recibió la invitación para acudir al Senado y exponer ante la Sesión de la Comisión Especial de Relaciones con el Defensor del Pueblo y de Derechos Humanos. Todo el Senado estuvo de acuerdo en concederle la mayor importancia al estudio del maltrato y se creó una Ponencia de Investigación sobre este tema.

### Themis
En 1987 creó, en colaboración con un grupo de letradas, la Asociación de Mujeres Juristas Themis. La finalidad de la asociación era la denuncia de la indefensión de las mujeres y la reivindicación de su tutela judicial efectiva. Herrera fue elegida primera presidenta de Themis. 
Recordando aquella época, relata en sus memorias las dificultades que se encontraban para luchar contra el maltrato y la gran impotencia al ver que las autoridades no hacían nada. Precisamente, todo aquello hizo que sus ganas de seguir adelante fueran mayores y con más energía.
El 24 de mayo de 1989, fue citada para asistir a un Pleno del Senado en el que se iba a dar cuenta del Informe de la Comisión de Relaciones con el Defensor del Pueblo y de los Derechos Humanos, encargada del estudio de la mujer maltratada. Fue una sesión muy importante y la primera vez que desde una institución parlamentaria se abordaba con rigor y amplio consenso el tema de los malos tratos a mujeres en el ámbito doméstico.

"El problema del maltrato doméstico deja de pertenecer así al ámbito privado y pasa a ser un asunto de primera importancia en el ámbito de lo público, en el ámbito de las relaciones sociales de nuestra sociedad"
Informe de la Ponencia de Malos Tratos a Mujeres. Senado. Mayo 1989

Como consecuencia del Informe, se tipificaron dos nuevos delitos en el Código Penal: los malos tratos habituales y el de abandono de familia por el no pago de pensiones alimenticias.
Sus esfuerzos en defensa de los derechos de las mujeres le valieron en 1999, ya como presidenta honoraria de Themis, la Cruz de Plata de la Orden Civil de la Solidaridad Social del Ministerio de Trabajo, galardón del que se sentía especialmente orgullosa porque, según manifestó, “dejaba claro que las mujeres podemos romper el círculo de los malos tratos y gritar al aire que somos libres”.
En 2007 recibió el reconocimiento que otorga el Ministerio de Sanidad, Servicios Sociales e Igualdad –el 25 de noviembre– con motivo del Día Internacional para la Eliminación de la Violencia Contra las Mujeres.

## Regreso a Chile
En marzo de 1987, Pinochet dictó varios decretos concediendo la autorización de retorno a Chile para algunas personas exiliadas. Entre las listas apareció el nombre de Alicia Herrera Rivera, que voló a Santiago el 3 de abril, justo doce años después de su partida hacia el exilio. Tras pasar una temporada allí, regresó para participar en el Plebiscito Nacional de Chile de 1988, en el que triunfó el No a Pinochet. Después de aquello, Alicia Herrera volvió a España convencida de que su regreso a Chile no tardaría en hacerse realidad y para siempre.
Alicia Herrera Rivera falleció el 6 de abril de 2013 en Santiago de Chile.

## Publicaciones y artículos
- La mujer, objeto y sujeto de culturización, en Jornadas de feminismo socialista. Editorial Mariarce, Madrid. (1984)
- La mujer chilena ante el derecho. Araucaria de Chile. N.º 30. Madrid. (1985)